# Auxiliaire de vie sociale
Ne doit pas être confondu avec Auxiliaire de vie scolaire.
Pour les articles homonymes, voir AVS.
L'auxiliaire de vie est chargé(e) des soins de santé primaires, psychologiques, éducatifs, de l'accompagnement social et récréatif des personnes en difficulté dans les activités de la vie.

## Rôle d'auxiliaire de vie
Le métier d’auxiliaire de vie comporte de nombreuses missions qui peuvent varier en fonction des besoins de la personne aidée et de son degrés d’autonomie. L’auxiliaire de vie peut par exemple effectuer les soins dont la personne a besoin, les soins quotidiens, les soins d’hygiène et veiller sur la santé de la personne aidée.
Aider la personne sur l’alimentation également, l’entretien du domicile par la réalisation de taches ménagères, l’aide aux démarches administratives.
Il s’agit d’assister la personne âgée, porteuse de handicap ou malade dans la réalisation des tâches de la vie quotidienne.
L’auxiliaire de vie apporte également un soutien moral et représente un lien social et humain pour les personnes âgées qui se trouvent parfois isolées.

## Formation
La formation est dispensée dans les Instituts de formation en soins infirmiers publics et privés.
Les études durent environ deux ans.
Plusieurs modules (unité d'enseignement universitaire) composent cet enseignement tels que la l'anatomie, psychologie, les techniques d'ergothérapie, les soins d'urgence, pathologie et les soins infirmiers[réf. nécessaire].

## Catégories visées
Les auxiliaires de vie s'occupent notamment de personnes fragilisées ou sensibles comme les :
- personnes âgées ;
- personnes dépendantes (maladie, convalescence ou enfants) ;
- personnes handicapées ;
- personnes psychotiques et souffrant d'addictions ;
- personnes sans-abri et réfugiés ;
- personnes en situation de détresse sociale ;
- personnes en fin de vie.

## Qualités et compétences requises
L’auxiliaire de vie doit :
- faire preuve de qualités humaines, relationnelles et d’une grande résistance psychologique et physique ;
- posséder un grand sens de la communication, une grande rigueur et faire preuve de patience et d’un contrôle de soi et de ses émotions ;
- être à l’écoute de la personne aidée et des aidants, posséder un sens du contact et de l’empathie afin d’établir un lien de confiance avec la personne et son entourage ;
- faire preuve de patience, de respect, de discrétion et de bienveillance, mais aussi d’observation et de vigilance afin d’alerter l’équipe médicale en cas d’altération de l’état de santé de la personne aidée ;
- connaître et maîtriser les règles de sécurité, de mobilité et de transport, mais aussi d’hygiène, de déontologie et d’éthique.

## Avantages du métier
Il s’agit d’un métier humain et valorisant. Ce métier consiste à aider les personnes qui sont dans le besoin. Cela peut être résumé par :
- Dimension humaine forte
- Évolution professionnelle
- Peu de monotonie
- Polyvalence des tâches, dynamisme
- Possibilité de travailler dans différents services (centre médico social, les associations, hôpitaux publics, les cliniques privées, maison de retraite, aide domicile, etc.)

En plus de cela, le métier d'auxiliaire de vie est très demandé sur le marché de l’emploi, il est rare qu’un nouveau diplômé soit au chômage. Il sera accueilli à domicile ou dans des organismes spécialisés en matière de service à la personne notamment les associations, les entreprises et les CCAS.

## Difficultés rencontrées
En 2019, les personnes travaillant comme auxiliaires de vie sont 230 000, dont 87 % à temps partiel, et dont le salaire moyen s’élève à 932 euros par mois. Beaucoup ne bénéficient que d'un demi Smic, et doivent s’attendre à une retraite qui ne dépassera pas le minimum vieillesse[pas clair].
Dans le secteur de l’aide à domicile, le taux d’inaptitude totale, sans possibilité de reclassement, tourne autour de 30 %. Les personnes qui travaillent auprès des personnes âgées ont plus d’accidents du travail et souffrent davantage de maladies professionnelles que les travailleurs du BTP ou de l’industrie.
Béatrice Belle, syndicaliste de la Confédération générale du travail (CGT), le souligne : « Nous avons des amplitudes horaires qui nous font travailler parfois 13 heures par jour, sept jours sur sept, notre employeur peut nous rappeler n’importe quand, même sur nos congés, pour remplacer au pied levé une collègue. Bien sûr, nous ne sommes rémunérées que sur nos interventions, et pas sur les trous entre deux visites. » En outre : « Le turnover est important car les conditions ne sont plus supportables, certaines intervenantes prennent plus de médicaments que les bénéficiaires qu’elles ont en charge ! Ce n’est pas une vie, mais de la survie. »
Les aides à domiciles[pas clair] sont également confrontés au problème du coût des déplacements. D'après, Loïc Le Noc, responsable de la branche aide à domicile pour la CFDT : « Aujourd’hui, pour faire un kilomètre, on donne 35 centimes à chaque auxiliaire et ça c’est dans la meilleure des trois conventions. Mais le coût de revient du moindre véhicule est supérieur à 40 centimes. Donc elles s’appauvrissent littéralement à chaque kilomètre... À chaque fois que l’on a tenté de négocier une revalorisation de cette indemnité, les services du ministère nous ont dit niet. »
Il est souvent difficile pour les travailleurs de ce secteur de se mobiliser et le taux de syndicalisation est très faible. Parmi les raisons qui expliquent cette situation figurent les bas salaires, qui rendent difficile pour les aides à domicile d'en consacrer une part au militantisme syndical. D'après une déléguée de la CGT : « Lorsque j’explique à mes collègues que c’est 1 % du salaire mensuel, elles me répondent : “Tu as vu les salaires qu’on a ?” La plupart sont à temps partiel et n’ont plus rien à la fin du mois. Elles préfèrent consacrer 8 euros à nourrir leur famille plutôt qu’à un timbre syndical… » En outre les aides à domicile travaillent seuls, ce qui ne facilite pas l’investissement dans un mouvement collectif pour défendre des revendications. Enfin, si un salarié quitte son poste, il peut ressentir un sentiment de culpabilité en laissant des personnes dépendantes derrière lui.
La réglementation de ce métier est compliquée car la convention collective applicable à aux salariés dépend de la nature juridique de son employeur. Elles ont trois types d'employeur, donc elles ont trois sortes de conventions collectives. Elles peuvent dépendre de la convention collective de la branche de l’aide, de l’accompagnement, des soins et des services à domicile (souvent utilisée par les associations), de celle des entreprises de proximité ou de celle des particuliers employeurs. En 2018, un tiers des aides à domicile dépendent de particuliers, la moitié sont salariées du secteur privé et 14% du secteur public.

## Environnement de travail

### Secteurs
- Médical
- Médico-social
- Services à la personne

### Conditions
- Au domicile de particulier
- Travail de nuit

### Structures
- Collectivité territoriale.
- Entreprise /établissement (publics ou privés).
- Établissement médical (hôpital, clinique, etc.)
- Foyer / centre d'hébergement.
- Particulier employeur.
- Résidence de personnes âgées.
- Société de service d'aide à domicile.
- Organisations non gouvernementales, les associations humanitaires (Mouvement international de la Croix-Rouge et du Croissant-Rouge).
- Instituts Médico-Éducatifs.

## Perspectives d’évolution
À part tout cela, les diplômés dans ce secteur peuvent viser d’autres diplômes avec les équivalences. À titre d’exemples :
- pour devenir ambulancier, les candidats sont dispensés de trois domaines sur huit ;
- pour décrocher le diplôme d’aide médico-psychologique, les candidats ne passeront que deux modules sur six à l’examen ;
- les candidats au diplôme d'auxiliaire de puériculture sont exempts de test écrit d’admission et de trois modules sur huit ;
- les diplômés qui prétendent devenir moniteur-éducateur sont dispensés des épreuves écrites d’admission ;
- Infirmier : possibilité de se présenter au concours (sur décision d’un jury) pour les personnes justifiant, à la date de début des épreuves du concours, d’une activité professionnelle d’au moins 3 ans ayant donné lieu à cotisation à un régime de protection sociale ;
- technicien de l’intervention sociale et familiale ;
- assistance médico-technique.

## Autres appellations
Sont également connus sous plusieurs noms dans différents pays comme Belgique, la Tunisie, l'Algérie, le Maroc, Haïti, Côte d´ivoire, Cameroun, Bénin, le Luxembourg, Autriche, la France, le Québec, et la Suisse.
- Auxiliaire de santé ;
- Infirmière auxiliaire;
- Aide en soins et accompagnement ;
- Auxiliaire familiale et sanitaire ;
- Accompagnant éducatif et social ;
- Auxiliaire de vie option soins;
- Agent de soin;
- Assistant de soin ou auxiliaire de soin;
- Auxiliaire en santé et services sociaux;
- Préposé aux bénéficiaires;
- Travailleur médico-social;
- Infirmière à domicile.

## Filmographie
- L'Absence de Cyril de Gasperis, 2010.
- Intouchables d'Olivier Nakache et Éric Toledano, 2011.